# Елена в ящике
«Елена в ящике» (англ. Boxing Helena) — независимый американский кинофильм. Триллер, снятый Дженнифер Линч по собственному сценарию и вышедший в прокат в 1993 году.

## Аннотация
Талантливый хирург Ник Кавано страшно переживает из-за того, что безумно любимая им красавица Елена не отвечает ему взаимностью. Он заманивает её в свой особняк, надеясь добиться её расположения, но она убегает и попадает прямо под колёса машины, повреждая ноги. Ник спасает ей жизнь в домашней операционной, но при этом ампутирует женщине повреждённые конечности. Позже он лишает свою пленницу и здоровых рук.
Елена — жертва похищения, полностью зависящая от Ника, но при этом она всегда доминирует над своим обожателем в диалогах и высмеивает его недостатки.
Результат действий Ника обнаруживает один из бывших возлюбленных Елены, Рэй. После драки с Рэем Ник просыпается и обнаруживает, что всё это было иллюзией, а сам он находится в больнице, где только что закончили оперировать попавшую в автокатастрофу Елену.

## В ролях
- Джулиан Сэндс — доктор Ник Кавано
- Шерилин Фенн[2] — Елена
- Билл Пэкстон — Рей O'Mелли
- Арт Гарфанкел — доктор Лоренс Августин
- Кертвуд Смит — доктор Алан Харрисон
- Лиза Оз — продавщица цветов
- Бетси Кларк — Анна Гаррет
- Николетт Скорсезе — фантастическая любовница

## Дополнительные факты
- В 1999 году американская хоррор-панк-группа The Misfits записала песню «Helena», основой для которой послужил данный фильм[3].